# Trần Dịch (Bắc Tống)
Trần Dịch (chữ Hán: 陈绎, ? – ?), tự Hòa Thúc, người Khai Phong , quan viên nhà Bắc Tống.

## Thời Tống Anh Tông
Dịch đỗ tiến sĩ, được làm Quán các hiệu khám, Tập Hiền hiệu lý, san định Tiền Hán thư; gặp tang mẹ, triều đình giáng chiếu cho phép ông ở nhà làm việc. Tống Anh Tông được Tào thái hậu trao trả quốc chánh, có thái độ trầm mặc, Dịch hiến 5 bài Châm, có chủ đề: chủ đoạn (quyết đoán), minh vi (sự lý), quảng độ (phạm vi), tỉnh biến (coi chính), kê cổ (xét xưa).
Dịch làm Đồng phán Hình bộ, gặp nhiều vụ án về tình – lý trái khoáy, cần phải nghị án. Có ý kiến cho rằng quan viên bộ Hình cứ giữ đúng luật lệ, không cần biết đến các yếu tố khác, Dịch phản bác, cho rằng người chấp pháp cần phải nắm rõ tình tiết, trong lòng chỉ biết đến hình phạt, làm sao xét xử đúng tội!? Do vậy nhiều vụ án được lật trở lại.
Sau đó Anh Tông khen tài văn chương của Dịch, lấy ông làm Thực lục Kiểm thảo quan.

## Thời Tống Thần Tông
Tống Thần Tông lên ngôi, Dịch được làm Thiểm Tây chuyển vận phó sứ, rồi vào triều làm Trực Xá nhân viện, Tu Khởi cư chú, Tri chế cáo, bái làm Hàn Lâm học sĩ, lấy quan Thị giảng học sĩ làm Tri Đặng Châu. Dịch được triệu làm Tri thông tiến, Ngân đài tư, rồi được nhận mệnh làm Quyền Khai Phong phủ. Bấy giờ vụ án nào có nghi vấn, phải được triều đình phê chuẩn mới lật trở lại, nhưng Dịch được tùy nghi tra xét.
Sau đó Dịch được trở về Hàn Lâm, vẫn lĩnh phủ. Gặp vụ án viên lại của Tư nông tự lại trộm tiền kho, Trung thư kiểm chánh Trương Ngạc xét xử, sợ sai sót, lấy thiếp lưu giữ khẩu cung, Dịch sai viên lại biên thành văn thư. Ngôn quan bàn rằng Dịch có tội xâm phạm quyền hạn của tể tướng, khiến ông bị ra làm Tri Trừ Châu. Gặp dịp ban ân của lễ tế giao, Dịch được phục quan Tri chế cáo; lại có ngôn quan phản bác tội danh trước đó, nên ông được làm Bí thư giám, Tập Hiền viện học sĩ.
Đầu niên hiệu Nguyên Phong (1078 – 1085), Dịch được làm Tri Quảng Châu. Trong kho có tượng Phật bằng đàn hương, Dịch dùng tượng gỗ để đổi. Việc bị phát giác, hữu tư kết tội Dịch lấy của công kiếm lợi, đế cũng nói đây là vật quý dành cho điển lễ thờ Phật. Bấy giờ Dịch đã được gia chức Long Đồ các đãi chế, Tri Giang Ninh phủ, nên chịu biếm đi Kiến Xương quân, bị đoạt chức.
Về sau Dịch được khôi phục làm Thái trung đại phu rồi mất, hưởng thọ 68 tuổi.

## Dật sự
Cuối đời Dịch ưa vờ làm một ông lão trung hậu, bị người lắm chuyện chê bai là "Nhan Hồi ngụy trang" (热熟颜回/nhiệt thục Nhan Hồi).

## Đánh giá
Dịch không thể quản lý gia đình, con trai và con dâu đều mất trong tay binh sĩ (không rõ việc gì), nhưng ông kiêu ngạo không có vẻ xấu hổ. Dịch làm quan thì chuyên chống đối bè đảng; Tống Thần Tông nói: "Dịch bàn việc không kiêng quyền quý."
Sử cũ luận rằng: Trần Dịch hiếm khi được trọng dụng, nên không có nhiều công tích; nhưng ở việc tra án thì bình phản được nhiều trường hợp, đáng tiếc gia đình không trọn vẹn; dẫu sáng suốt việc quan, cũng không đáng khen.